# Hélène Robert (actrice)
Pour les articles homonymes, voir Hélène Robert et Robert.
Hélène Robert, Hélène-Élise Robert de son nom complet, est une actrice française née à Tours (Indre-et-Loire) le 27 janvier 1910 et morte à Paris 13e le 29 décembre 1981.
Sa carrière commence en 1930, lorsque Hélène Robert, a 20 ans, était venue à Paris pour devenir modiste. Pour gagner sa vie, elle posa comme modèle pour des cartes postales sentimentales. Le chanteur Jacques Pills (1906/1970), qui débutait, était son partenaire. Il l'introduisit dans les milieux du cinéma et elle tourna de nombreux films. En 1939, au moment ou elle achevait le film Fric-Frac avec Fernandel, Arletty et Michel Simon, la guerre lui ferma la porte des studios. Elle se reconvertit dans le tour de chant et remporta des succès en France et à l'étranger. Retirée ensuite et mariée, elle écrira ses mémoires.  

## Filmographie
- 1930 : Le Roi des resquilleurs de Pierre Colombier : Arlette
- 1930 : Ins blaue hinein d'Eugen Schüfftan
- 1931 : Le Poignard malais de Roger Goupillières
- 1931 : La Maison jaune de Rio de Karl Grüne et Robert Péguy
- 1931 : Partir de Maurice Tourneur : Micaella
- 1931 : Monsieur le maréchal de Carl Lamac : Lily
- 1932 : La Fleur d'oranger d'Henry Roussell : Renée
- 1932 : Sa meilleure cliente de Pierre Colombier : Hélène Chervier
- 1934 : Minuit, place Pigalle de Roger Richebé : Denise
- 1934 : Le Rosaire de Gaston Ravel et Tony Lekain : Pauline Lister
- 1935 : Le Clown Bux de Jacques Natanson : Nelly
- 1935 : J'aime toutes les femmes de Carl Lamac : Camille
- 1936 : Le Vagabond bien-aimé de Kurt Bernhardt : Blanquette
- 1936 : Le Barbier de Séville de Hubert Bourlon et Jean Kemm : Rosine
- 1936 : Le Roi de Pierre Colombier
- 1936 : Le Chasseur de Fall (Der Jäger von Fall) de Hans Deppe
- 1937 : La Fille de la Madelon de Georges Pallu et Jean Mugeli : Mado
- 1937 : L'Affaire du courrier de Lyon de Maurice Lehmann et Claude Autant-Lara : Eugénie Dargence
- 1938 : L'Occident de Henri Fescourt : Jacqueline
- 1939 : Un gosse en or de Georges Pallu : Lisette
- 1939 : Fric-Frac de Maurice Lehmann et Claude Autant-Lara : Renée Mercandieu
- 1941 : Ne bougez plus de Pierre Caron : une commère
- 1950 : Le baiser n'est pas un péché (Küssen ist keine Sünd) de Hubert Marischka
- 1951 : La Nostalgie du cœur (Die Sehnsucht des Herzens) de Paul Martin
- 1953 : Tant que tu m'aimeras (Solange Du da bist) de Harald Braun